# Església de Sant Joan Evangelista de Vallat
L'església de Sant Joan Evangelista de Vallat, dissenyada en un estil de transició entre un barroc tardà classicista i l'academicisme neoclàssic, és un temple catòlic situat al centre del recinte històric de la població i seu d'una parròquia del bisbat de Sogorb-Castelló.

## Història
Sense dades de la probable existència d'una església anterior ni de la construcció de l'església actual, sols es poden oferir hipòtesis basades en els motius formals. Així, el temple es construiria en la segona meitat del segle xviii i el disseny correspondria a l'arquitecte Joan Josep Nadal.
El cos de les campanes de la torre campanar és molt semblant a l'església de l'Assumpció de Suera i a l'església de Sant Cristòfol de Ribesalbes.
És un Bé de Rellevància Local amb la categoria de Monument d'Interès Local per la Disposició Addicional Quinta de la Llei 5/2007, de 9 de febrer, de la Generalitat Valenciana, del Patrimoni Cultural Valencià.

## Arquitectura

### Estructura
Es tracta d'una església columnària de planta de saló de tres naus i tres trams, creuer, presbiteri amb capçalera plana, i sagristia i capella de la Comunió als costats d'aquest darrer. Cor alt als peus. La nau central és més ampla que les laterals. Entre les pilastres, en les naus laterals, petites capelles.
La nau central i els braços del transsepte es cobreixen amb volta de canó amb llunetes, i les laterals, amb volta d'aresta en cada tram. En el creuer se situa una cúpula sobre tambor octagonal sobre petxines.
L'espai interior s'articula mitjançant pilars i pilastres d'ordre compost, amb cabets d'angelets en el fris i dentellat a sota la cornisa. Per sobre de l'entaulament continua un tros el pilar o pilastra, allargant l'altura. Quant a la decoració interior, destaquen els aplics rococos que es troben en els arcs, en el centre de les voltes dels trams laterals, en els vèrtexs de les llunetes, i en els frisos laterals.

### Façana principal
El frontispici es troba als peus de l'església. La façana està rematada per una cornisa mixtilínia amb pinacles arrodonits. Centrada, es troba una obertura d'arc de llinda emmarcada per pilastres compostes que sostenen l'entaulament. Per sobre, les pilastres continuen un tram i sostenen una motllura, sobre la qual descansa, en el centre, una finestra flanquejada per mènsules en relleu i coronada per una cornisa corba, i pinacles arrodonits en els extrems i dalt de la cornisa.

### Torre campanar
La torre campanar, situada als peus de la nau, en el costat de l'Evangeli, està adossada a la façana. Té planta quadrangular, amb dos cossos massíssos acabats amb una forta cornisa i, el cos de les campanes, amb una obertura de mig punt en cada cara flanquejada per parelles de pilastres, coronada per una cornisa amb un dentellat en la seua part inferior. Al damunt, i protegit per una barana amb pinacles arrodonits es troba un edicle amb contraforts en els cantons i amb obertures en les seues cares, flanquejades per pilastres, i rematat per una cupuleta piramidal coberta per teules.

### Galeria fotogràfica

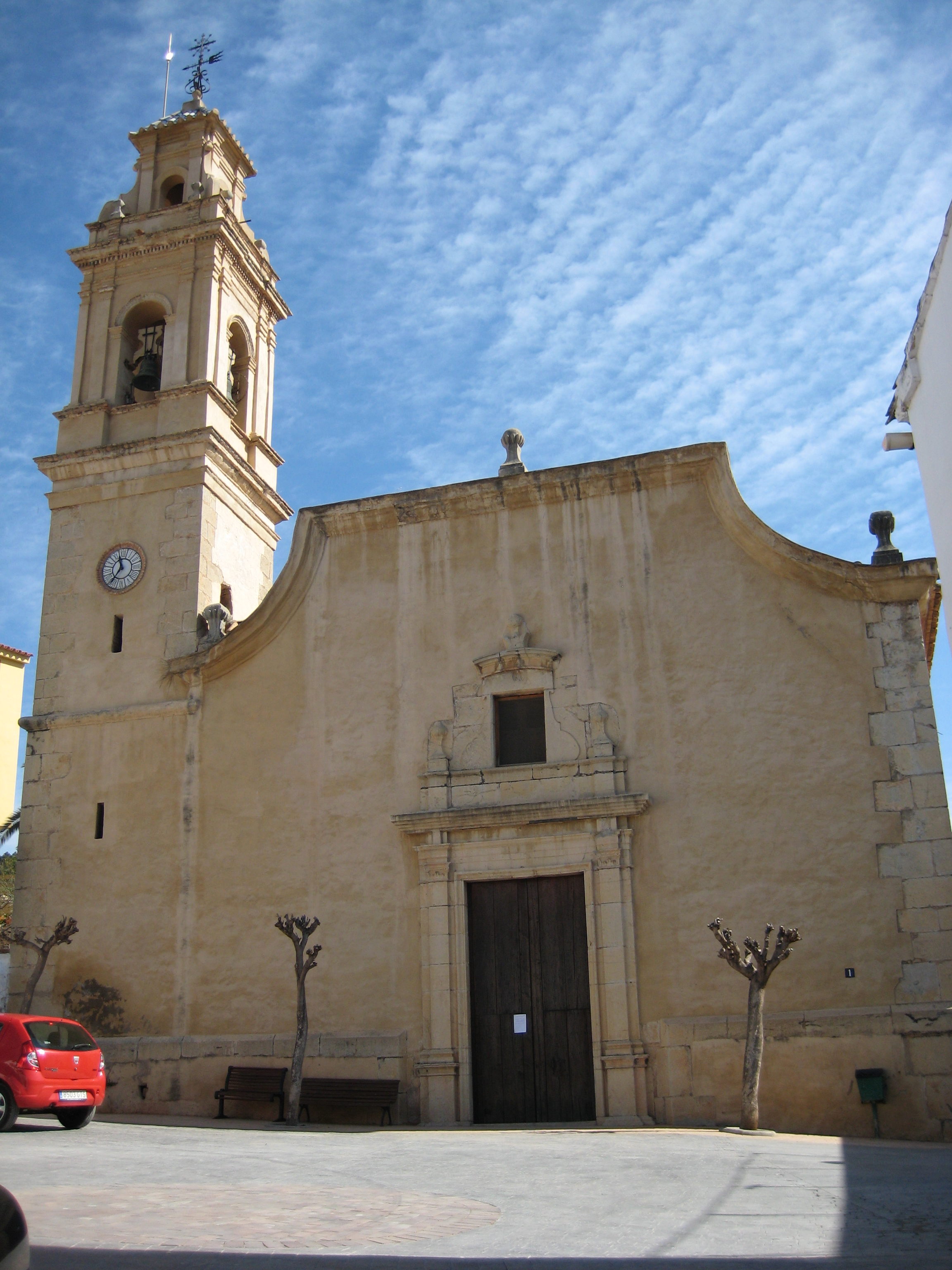
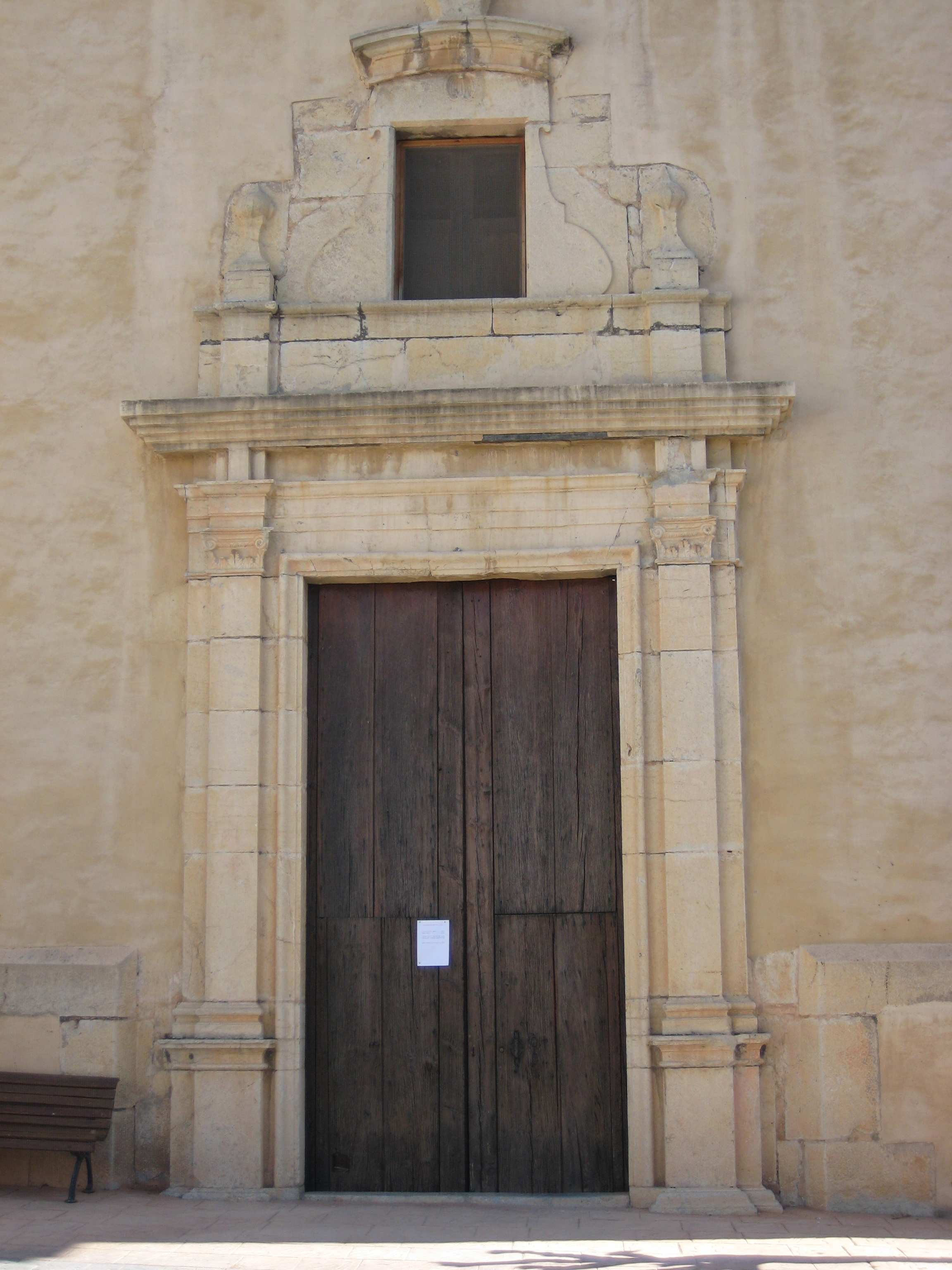
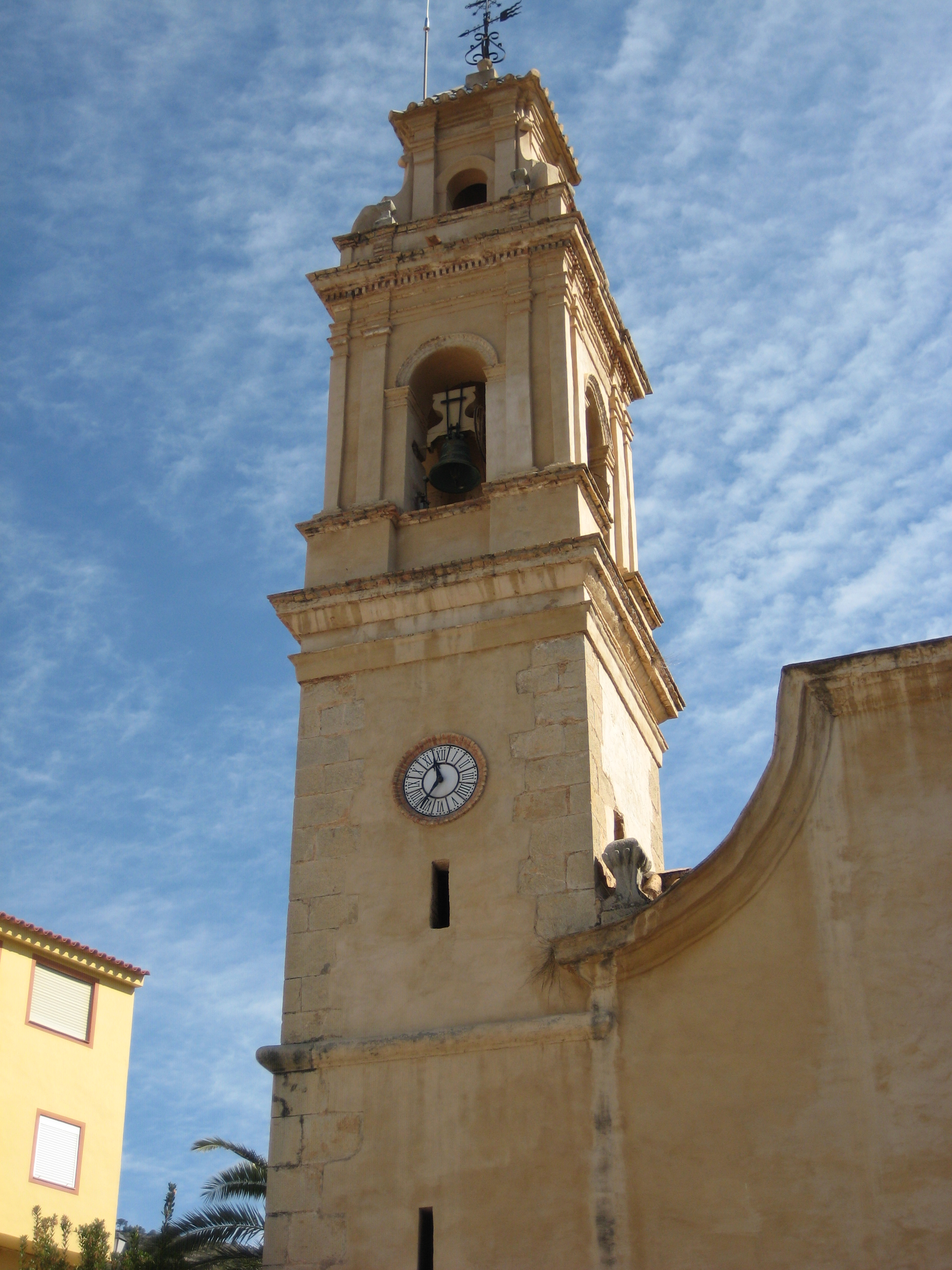

- Façana
- Portada
- Torre campanar